# Дијатомејска земља
Дијатомејска земља (енгл. Diatomaceous earth, фр. Terre d’infusoires, рус. Диатомовая земля) је земљаста, врло порозна ситнозрна стена изграђена претежно од скелета дијатомеја састављених од опалске силицијумске материје. Одликује се изванредно малом запреминском тежином (0,15-0,9) високим апсорпционим својствима, малом проводљивошћу топлоте и електрицитета, као и отпорношћу према хемикалијама.
Наслаге дијатомејске земље стварају се у морима и језерима.